# Lilim
I Lilim, o Lilin, sono delle creature del folklore ebraico e nella tradizione cabalistica. Secondo queste tradizioni sono i figli di Lilith e secondo tradizione vengono in genere raffigurati come demòni o creature immonde.

## Storia
La tradizione antica considerava tali i bambini nati senza rispettare le regole, oppure concepiti da unioni legalizzate ma in modo contrario alle norme, ma principalmente i figli nati al di fuori dal matrimonio.
Secondo le tradizioni ebraiche, concepire un figlio senza rispettare tali rigide prescrizioni, equivaleva a consentire a Lilith di entrare nel grembo della donna e prendere potere sul nascituro.

## Nei media
- Nell'anime Neon Genesis Evangelion i primi uomini, anziché provenire da Adamo e Eva, sono figli di Lilith, il secondo angelo, e quindi noti come Lilim.
- Nella serie tv Lucifer il personaggio di Mazikeen, amica ed ex-amante del protagonista, è una dei numerosi figli di Lilith, ed è quindi detta Mazikeen dei Lilim.
- Nella serie tv The Sandman il personaggio di Mazikeen dei Lilim è presente al cospetto di Lucifero come sua consigliere quando Morfeo viaggia all'inferno.